# Horace Walpole
Horatio Walpole, 4. hrabě z Orfordu známý jako Horace Walpole (24. září 1717 Londýn – 2. dubna 1797 tamtéž) byl anglický politik, architekt a preromantický spisovatel. Je považován za zakladatele žánru gotického románu a je znám také jako autor mnoha čtivých dopisů, nabízejících živý obraz intelektuální aristokracie jeho doby.

## Život
Narodil se jako třetí a nejmladší syn britského předsedy vlády Roberta Walpola a jeho manželky Catherine. Vzdělání získal nejprve na chlapecké internátní škole Eton College a pak na Univerzitě v Cambridgi v King's College.

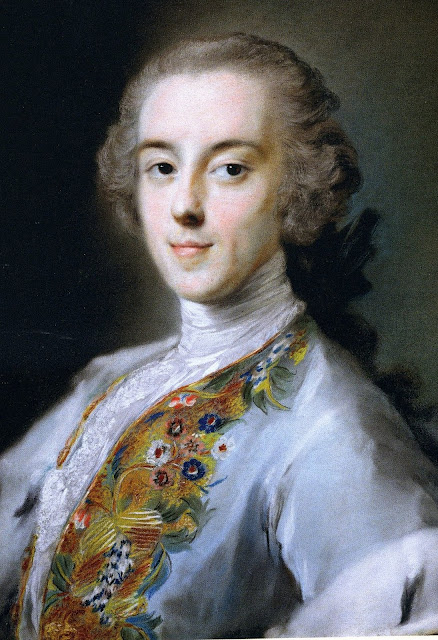
Horace Walpole kolem roku 1741, autor obrazu Rosalba Carriera

Po absolvování univerzity se Walpole roku 1739 společně s básníkem Thomasem Grayem vydal na cestu po Evropě. Navštívili Francii, Švýcarsko a Itálii, kde se pohádali a jejich přátelství se až do roku 1745 přerušilo. Po návratu do Anglie roku 1741 byl Walpole zvolen do Dolní sněmovny britského parlamentu. Byl poslancem až do roku 1769, ale nikterak v politice nevynikl.

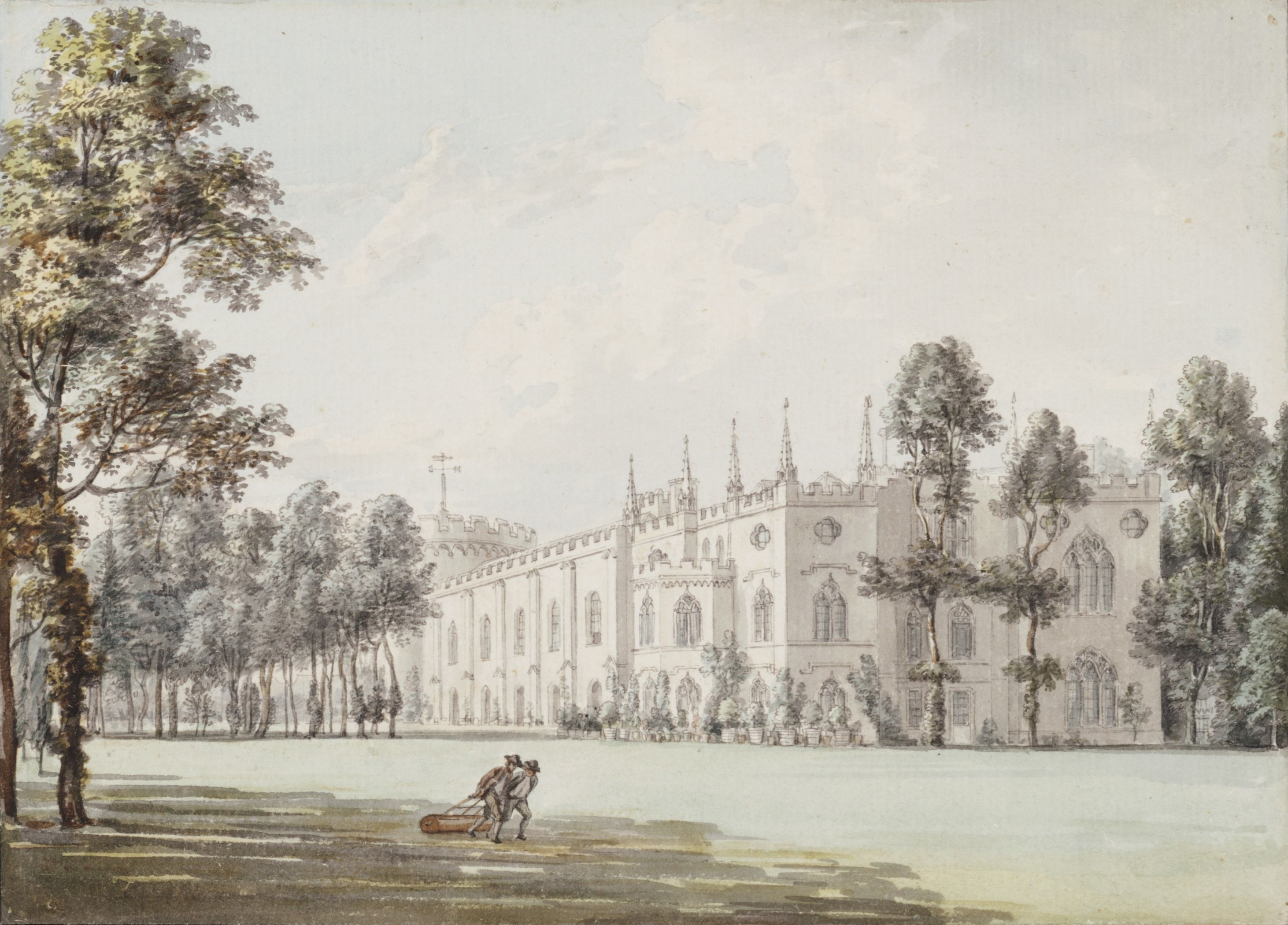
Strawberry Hill House, autor obrazu Paul Sandby

Vedl pohodlný život bohatého šlechtice, protože díky svému otci vykonával dobře placené funkce ve státní správě, posléze po něm zdědil majetek a roku 1791 získal majetek i po synovi svého nejstaršího bratra, od kterého na něj také přešel titul hraběte z Orfordu. Sbíral starožitnosti a jihozápadně od Londýna v Twickenhamu si v letech 1749–1776 přestavěl v novogotickém slohu dům pojmenovaný Strawberry Hill House, čímž oživil gotický styl mnoho desetiletí před svými viktoriánskými následovníky. V domě měl dokonce vlastní tiskárnu pro podporu své literární činnosti. Jeho klasicistní současníci však považovali tento dům připomínající hrad za vyloženě barbarský.
Jeho literární dílo je velmi různorodé. Je autorem pamětí z doby Jiřího II. a Jiřího III., rozsáhlé korespondence, různých pojednání (například o literatuře, malířství nebo rytectví), poezie i dvou divadelních her. Jeho nejznámějším dílem je román Otrantský zámek, považovaný za první gotický román. K jeho napsání jej údajně inspiroval sen, který se mu zdál ve Strawberry Hill v červnu roku 1764, o jakémsi starodávném zámku, kde se na horním konci velkého schodiště objevila obrovská ruka v brnění.
V jednom svém dopise jako první použil slovo serendipita jako označení pro objevování věcí pomocí šťastné náhody a důvtipu, které nebyly původně hledány.
Často se objevují názory, že Horace Walpole byl homosexuálního zaměření s poukazem na jeho zženštilost, silnou náklonnosti k Thomasovi Grayovi i jiným mužům a na to, že se nikdy neoženil.

## Výběrová bibliografie

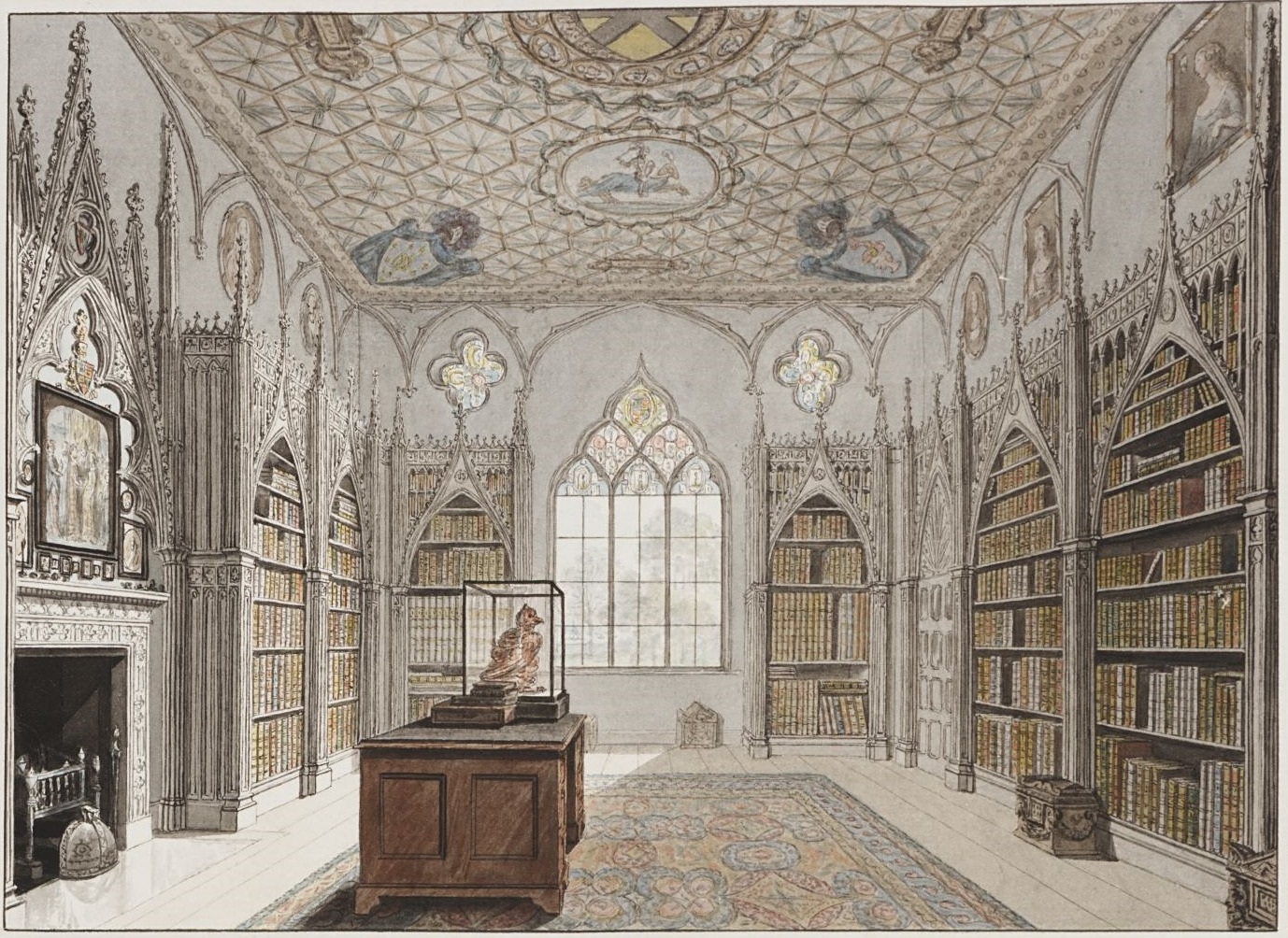
Knihovna ve Strawberry Hill House

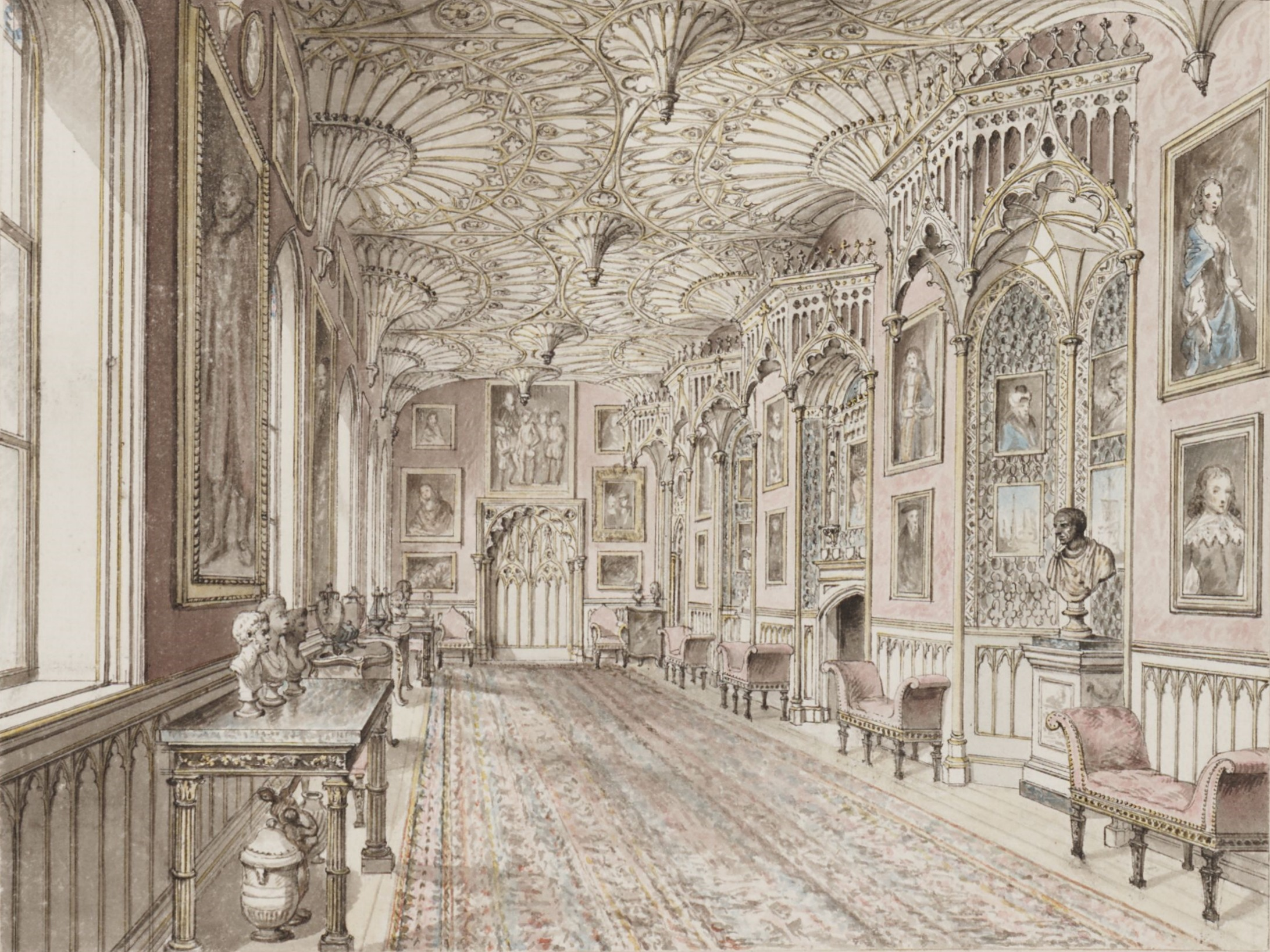
Galerie ve Strawberry Hill House

- Some Anecdotes of Painting in England (1762, Některé anekdoty o malířství v Anglii), eseje
- Catalogue of Engravers who have been born or resided in England (1763, Katalog rytců, kteří se narodili nebo pobývali v Anglii).
- The Castle of Otranto (1764, Otrantský zámek), gotický román, tajuplný příběh, odehrávající se na ponurém italském hradu v atmosféře zločinů a děsivých nadpřirozených úkazů.
- The Mysterious Mother (1768, Záhadná matka), tragédie.
- Historic Doubts on the Life and Reign of Richard III (1768, Historické pochybnosti o životě a vládě Richarda III.), esej, obrana krále Richarda III.
- Essay on Modern Gardening  (1780, Esej o moderním zahradnictví).
- Hieroglyphic Tales (1785), šest povídek, vyznačujících se exotikou a bizarními motivy.
- Memoirs of the Last Ten Years (1751–60) of the Reign of George II. (vydáno 1812).
- Reminiscences (vydáno 1818, Vzpomínky).
- Memoirs of the Reign of King George III., from his Accession to 1771 (vydáno 1845).
- Memoirs (vydáno 1851, Paměti).
- The Letters of Horace Walpole, Earl of Oxford (vydáno 1857), dopisy.
- Journal of the Reign of George III., from 1771 to 1783 (vydáno 1859).

## Filmové adaptace
- Otrantský zámek (1977), český krátký animovaný film, režie Jan Švankmajer.[8]

## Česká vydání
- Otrantský zámek. In: Anglický gotický román. Praha: Odeon 1970. přeložili Emanuel a Taťána Tilschovi.
- Otrantský zámek, Praha: Městská knihovna v Praze 2020, přeložili Emanuel a Taťána Tilschovi, elektronická kniha.